# Sena Madureira
Sena Madureira – miasto i gmina w Brazylii, leży w stanie Acre. Gmina zajmuje powierzchnię 23753,05 km². Według danych szacunkowych w 2016 roku miasto liczyło 42 451 mieszkańców. Położone jest około 120 km na zachód od stolicy stanu, Rio Branco, oraz około 2900 km na zachód od Brasílii, stolicy kraju. 

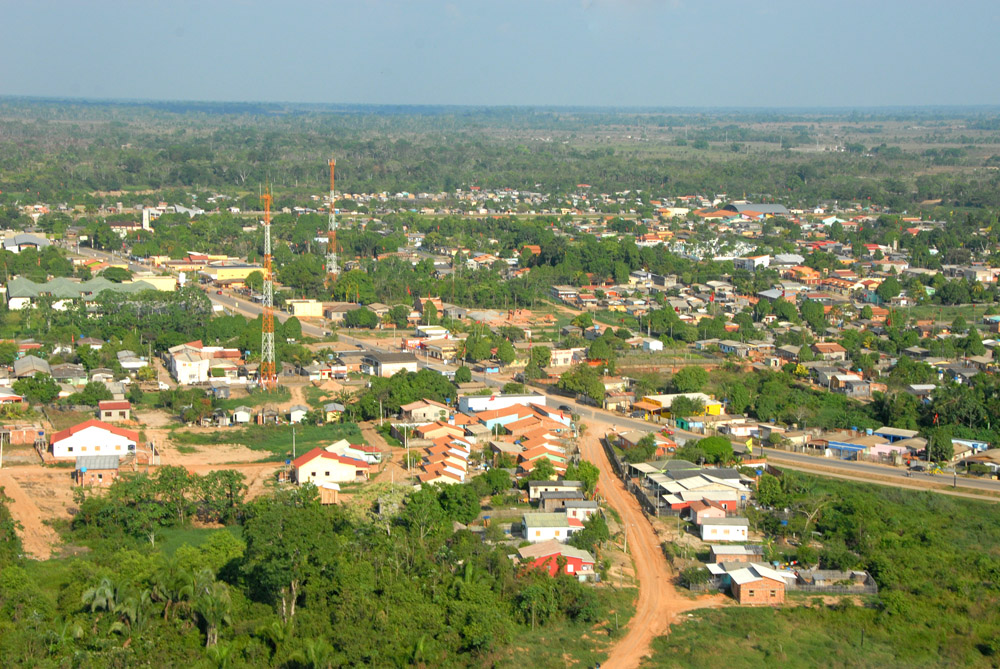
Widok na miasto

Osada została założona przez poszukiwaczy kauczuku pod nazwą Alto Purus. 1 lipca 1912 roku zmieniła nazwę na obecną i została podniesiona do rangi gminy. W skład tej gminy wchodzi obecnie 5 miejscowości: Sena Madureira, São Bento, Iracoma, Granja oraz Mercês. 
W 2014 roku wśród mieszkańców gminy PKB per capita wynosił 11 660,10 reais brazylijskich.